# دانیو غول‌پیکر
دانیو غول‌پیکر (نام علمی: Devario aequipinnatus)، یک ماهی گرمسیری است که متعلق به خانواده مینو ماهیان کاراسینان است. این گونه که منشأ آن سریلانکا، نپال و سواحل غربی هند است، به طول حداکثر ۴–۶ اینچ (۱۰–۱۵سانتیمتر) می‌رسد که آن را به یکی از بزرگ‌ترین دانیوها تبدیل می‌کند. ویژگی آن بدن آبی و زرد، اژدری‌شکل با باله‌های خاکستری و شفاف است.
در طبیعت، دانیوهای غول‌پیکر در نهرها و رودخانه‌های شفاف در میان تپه‌ها در ارتفاعات تا ۳۰۰ متر بالاتر از سطح دریا زندگی می‌کنند. بستر اصلی محل زیست آنها شن‌های زیر است. آنها بومی آب و هوای گرمسیری هستند و آبی با درجه اسیدی pH) 6-8)، سختی آب ۵٫۰ تا ۱۹٫۰ و محدوده دمایی بین ۲۲ تا ۲۷ درجه سانتی گراد را ترجیح می‌دهند. به عنوان ماهی‌های که در سطح آب زندگی می‌کنند، رژیم غذایی آنها عمدتاً از حشرات تشکیل شده‌است، اما این رژیم توسط کرم‌ها و سخت‌پوستان نیز تکمیل می‌شود.

## زیستگاه
دانیوهای غول‌پیکر در نهرهای پر جریان، معمولاً در مناطق تپه ای یافت می‌شوند. دانیوهای غول پیکر آب سایه دار و شفاف را ترجیح می‌دهند. آنها همچنین رسوبات شن یا ماسه را ترجیح می‌دهند. دانیوهای غول‌پیکر در گروه‌های بزرگ دیده می‌شوند.

## پراکندگی
دانیوهای غول‌پیکر بومی شبه قاره هند و عمدتاً منطقه هندوچین هستند. محدوده پراکنش آنها از پاکستان تا کامبوج است.

## اهمیت برای انسان
دانیوهای غول‌پیکر در تجارت آکواریوم جزو ماهی‌های مهم هستند. حدود ۸۵ درصد از صادرات دانیوهای غول‌پیکر توسط کشور هند و از صید ماهی‌های وحشی است.